# Adolphe Kégresse

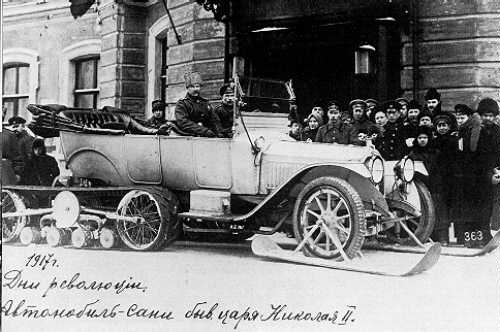
En 1916 Packard Twin-6 från 1916 utrustad med kégresseband

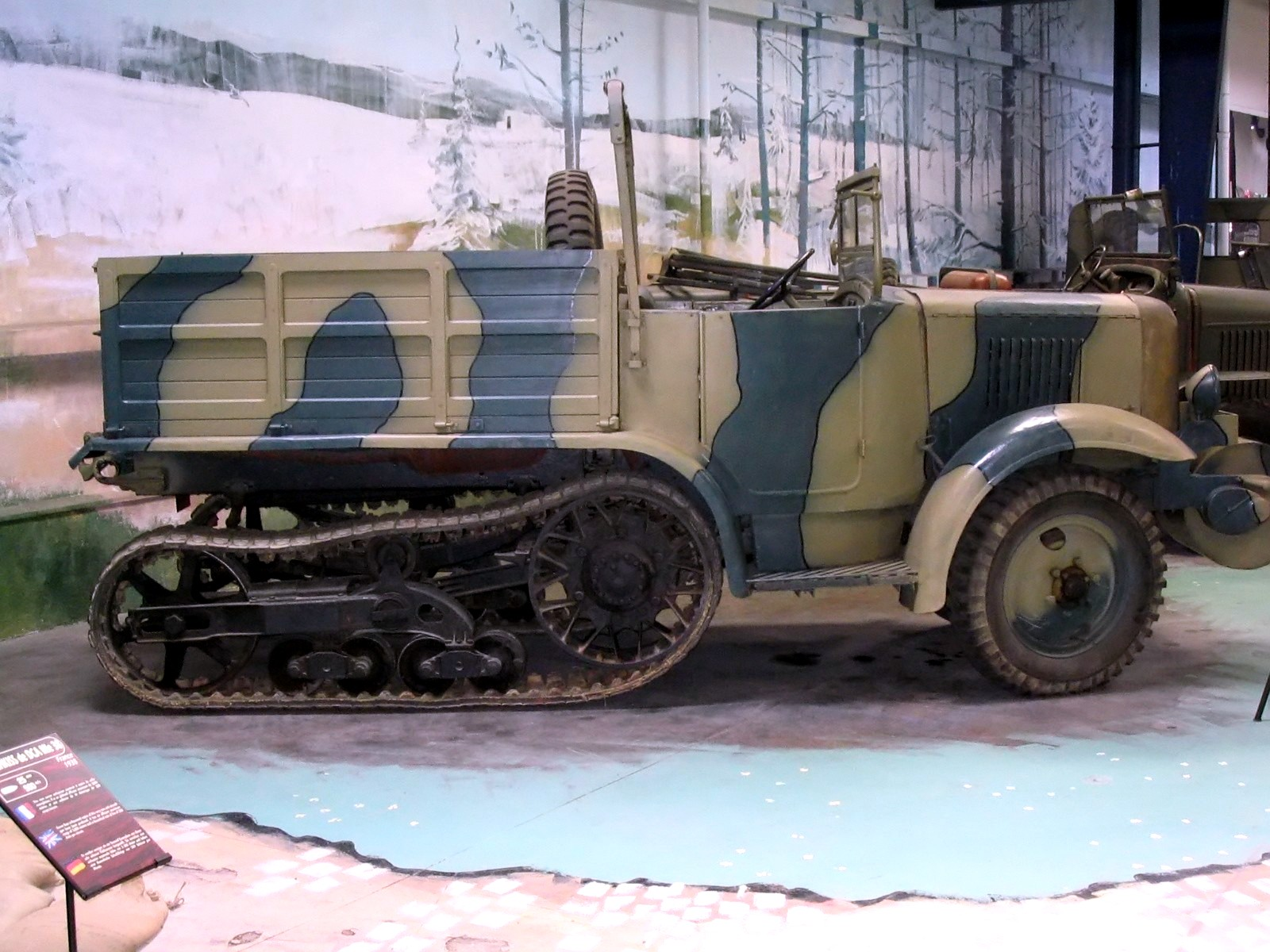
Fransk Unic P107-halvbandvagn från 1937–1940, med licenstillverkad kégressedrivning

Adolphe Kégresse, född 20 juni 1879 i Héricourt i Haute-Saône i Frankrike, död 9 februari 1943 i Croissy-sur-Seine i Frankrike, var en fransk ingenjör, som uppfann halvbandvagnen och växellådan med dubbelkoppling.
Adolphe Kégresse utbildade sig på yrkesskola i Montbéliard och arbetade därefter på företaget Jeanperrin Frères i Glay. Från 1900 tjänstgjorde han under tre år i 1:a marina artilleriregementet i Lorient. Han flyttade 1903 till Sankt Petersburg och var teknisk chef för tsar Nikolaj II:s  garage 1906–1917. För att förbättra användbarheten vintertid för kejsarens bilar uppfann han kégresseband, ett system för att modifiera motorfordon till halvbandvagnar. Han var också kejsarens personliga chaufför samt chef för verkstaden på kejsarens garage.
Efter ryska revolutionen återvände Adolphe Kégresse till Frankrike, där han från 1919 var anställd på Citroën under 1920- och 1930-talen för att utveckla halvbandvagnar, som producerades av Citroën som Autochenilles Citroën-Kégresse-Hinstin med 
Jacques Hinstin som chef och Adolphe Kégresse som teknisk chef.
Han lämnade Citroën 1935 och utvecklade samma år en växellåda med dubbelkoppling. 